# Du lịch Ma Cao

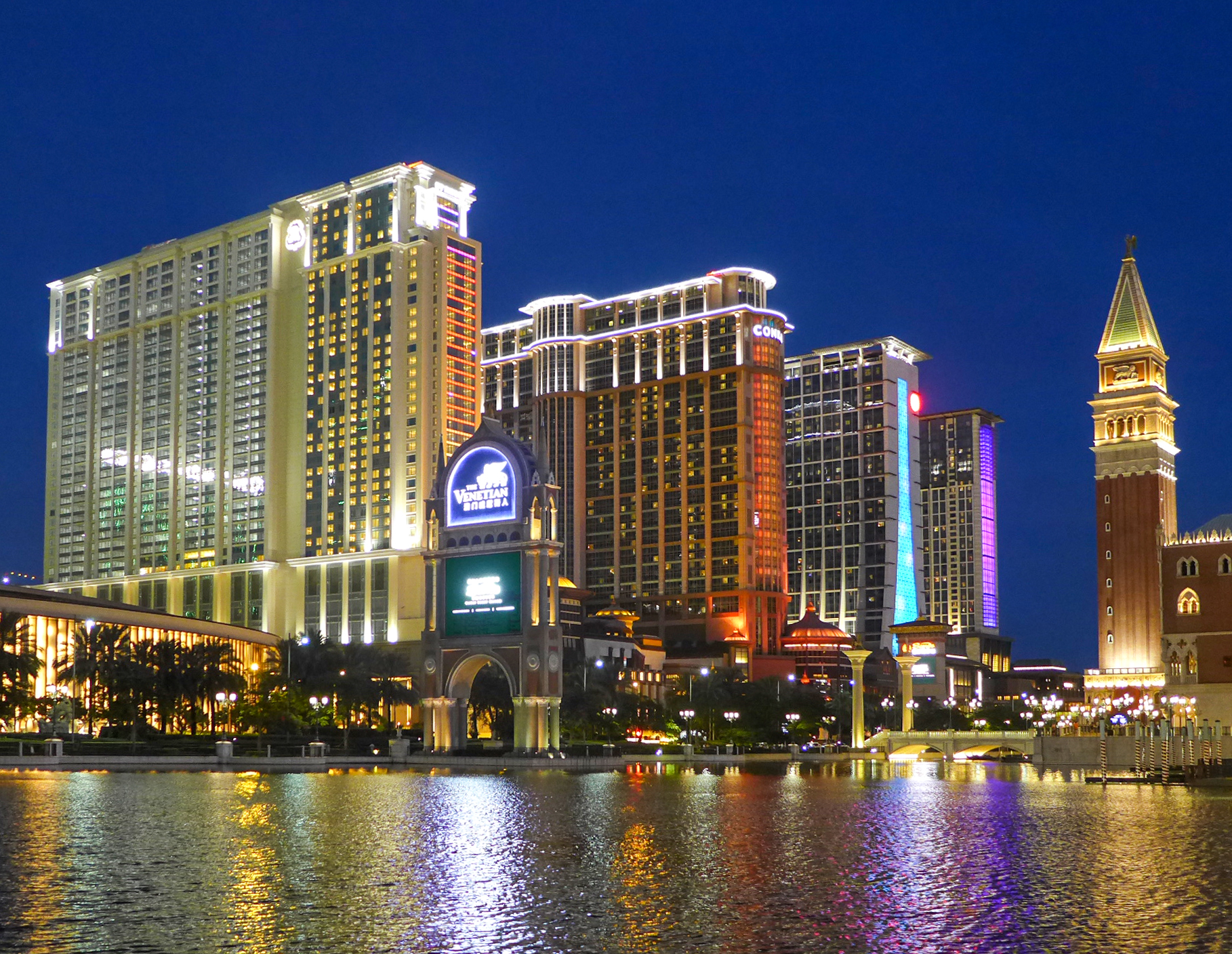
Khu Cotai Strip ở Ma Cao

Du lịch là ngành kinh tế chủ đạo ở Ma Cao. Nơi đây nổi tiếng với sự pha trộn hai nền văn hóa Bồ Đào Nha và Trung Hoa cũng như về ngành công nghiệp đánh bạc bao gồm các địa điểm như: Sòng bạc Lisboa, Sands Macao, The Venetian Macao và Wynn Macau.
Ma Cao được mệnh danh là "Monte Carlo của phương Đông" hay "Las Vegas của phương Đông", đặc trưng với số lượng lớn các sòng bạc có mặt tại thành phố. Trên thực tế, Ma Cao là nơi duy nhất ở Trung Quốc mà đánh bạc là hợp pháp, và tương tự như thế, ngành du lịch đánh bạc là nguồn thu lớn nhất của thành phố cũng như nguồn doanh thu lớn nhất về những thứ phát sinh liên quan đến đánh bạc trên phạm vi toàn thế giới. Thêm vào đó, nơi đây còn tự hào với một số lượng khổng lồ các khách sạn, từ bình dân cho đến sang trọng, cùng với việc mang đến vô vàn lựa chọn ẩm thực, các hoạt động và địa danh lịch sử cần khám phá. Ma Cao được ví như một "khu vực nhỏ mà đông dân cư, dòng người du lịch tới Ma Cao thì để lại những ấn tượng sâu sắc".

## Khách du lịch Ma Cao

### Số liệu thống kê
Đa phần du khách tới Ma Cao giai đoạn 2014–2019 là đến từ:
| Thứ hạng | Quốc gia       | 2019       | 2018       | 2017       | 2016       | 2015       | 2014       |
| -------- | -------------- | ---------- | ---------- | ---------- | ---------- | ---------- | ---------- |
| 1        | Trung Quốc     | 27.923.219 | 25.260.556 | 22.196.203 | 20.454.104 | 20.410.615 | 21.252.410 |
| 2        | Hồng Kông      | 7.354.094  | 6.327.925  | 6.165.129  | 6.419.839  | 6.534.543  | 6.426.608  |
| 3        | Đài Loan       | 1.063.355  | 1.060.968  | 1.060.107  | 1.074.525  | 988.059    | 953.753    |
| 4        | Hàn Quốc       | 743.026    | 812.842    | 874.253    | 662.321    | 554.177    | 554.521    |
| 5        | Philippines    | 423.106    | 312.072    | 307.139    | 287.025    | 276.806    | 262.853    |
| 6        | Nhật Bản       | 295.783    | 325.798    | 328.990    | 300.613    | 282.217    | 299.849    |
| 7        | Malaysia       | 206.277    | 227.854    | 218.301    | 222.809    | 229.102    | 250.046    |
| 8        | Hoa Kỳ         | 199.800    | 201.810    | 186.378    | 190.885    | 182.532    | 181.457    |
| 9        | Indonesia      | 169.957    | 173.836    | 197.139    | 182.467    | 163.353    | 189.189    |
| 10       | Thái Lan       | 151.521    | 181.379    | 198.222    | 236.169    | 180.836    | 175.906    |
| 11       | Ấn Độ          | 127.351    | 147.870    | 148.121    | 165.278    | 167.578    | 167.216    |
| 12       | Singapore      | 115.742    | 134.840    | 143.068    | 155.763    | 158.814    | 196.491    |
| 13       | Úc             | 84.030     | 90.914     | 88.988     | 93.286     | 92.404     | 105.914    |
| 14       | Canada         | 75.060     | 74.268     | 74.287     | 75.173     | 70.973     | 70.601     |
| 15       | Vương quốc Anh | 59.284     | 58.319     | 57.121     | 61.301     | 59.985     | 60.756     |
|          | Tổng cộng      | 39.406.181 | 35.803.663 | 32.610.506 | 30.950.336 | 30.714.628 | 31.525.632 |